# Seymour Berry, 2:e viscount Camrose
John Seymour Berry (från 1954 viscount Camrose), född 12 juli 1909, död 15 februari 1995, var en brittisk tidningsmagnat. Han var son till William Berry, 1:e viscount Camrose och kusin till Lionel Berry.
Berry ställföreträdande chef för Daily Telegraph and Morning Post inom faderns trust och deltog i andra världskriget, bland annat i Italien och Nordafrika och erhöll majors grad. Han var konservativ ledamot av underhuset 1941–1945.